# Graysville (Alabama)
Graysville és una població dels Estats Units a l'estat d'Alabama. Segons el cens del 2000 tenia 2.344 habitants.

## Demografia
Segons el cens del 2000, Graysville tenia 2.344 habitants, 976 habitatges, i 696 famílies. La densitat de població era de 144,1 habitants/km².
Dels 976 habitatges en un 24,6% hi vivien nens de menys de 18 anys, en un 50,3% hi vivien parelles casades, en un 16,7% dones solteres, i en un 28,6% no eren unitats familiars. En el 25,7% dels habitatges hi vivien persones soles el 14% de les quals corresponia a persones de 65 anys o més que vivien soles. El nombre mitjà de persones vivint en cada habitatge era de 2,4 i el nombre mitjà de persones que vivien en cada família era de 2,85.
Per edats la població es repartia de la següent manera: un 20,9% tenia menys de 18 anys, un 8,2% entre 18 i 24, un 25% entre 25 i 44, un 25,4% de 45 a 60 i un 20,4% 65 anys o més.
L'edat mitjana era de 42 anys. Per cada 100 dones hi havia 86,2 homes. Per cada 100 dones de 18 o més anys hi havia 83 homes.
La renda mitjana per habitatge era de 30.994 $ i la renda mitjana per família de 35.938 $. Els homes tenien una renda mitjana de 30.692 $ mentre que les dones 25.446 $. La renda per capita de la població era de 16.328 $. Aproximadament el 8,2% de les famílies i l'11,3% de la població estaven per davall del llindar de pobresa.

## Poblacions properes
El següent diagrama mostra les poblacions més properes.